# Aatif Chahechouhe
Aatif Chahechouhe (en árabe: عاطف شحشوح‎; Fontenay-aux-Roses, 2 de julio de 1986) es un futbolista marroquí que juega en la demarcación de centrocampista y que se encuentra sin equipo.

## Biografía
Empezó jugando en clubes como el Racing París, CS Sedan Ardennes, L'Entente SSG y el Olympique Noisy-le-Sec, jugando poca cantidad de partidos, hasta que el 9 de julio de 2009 fichó por el AS Nancy, repartiéndose partidos entre el primer y el segundo equipo. El 24 de abril de 2010 hizo su debut con el primer equipo contra el Montpellier HSC tras entrar en el minuto 69 por Jonathan Brison. En enero de 2012 fue traspasado al PSFC Chernomorets Burgas búlgaro, donde marcó diez goles en quince partidos de liga, lo que llamó la atención al Sivasspor, quien pagó medio millón de euros en el mercado de verano. En su segunda temporada con el equipo consiguió ser el máximo goleador de la Superliga de Turquía con un total de 17 goles, ayudando al equipo a acabar en quinta posición en liga, y clasificando así para la Liga Europa de la UEFA.

## Selección nacional
Fue convocado por primera vez en 2014 para un partido amistoso contra Gabón, aunque no llegó a jugar. Hizo su debut con la selección de fútbol de Marruecos el 23 de mayo de 2014 contra Mozambique en un partido amistoso que finalizó por 0-4, llegando a marcar el tercer gol del encuentro.

### Goles internacionales
| # | Fecha              | Estadio                             | Oponente   | Gol | Resultado | Competición |
| - | ------------------ | ----------------------------------- | ---------- | --- | --------- | ----------- |
| 1 | 23 de mayo de 2014 | Estadio de São Luís, Faro, Portugal | Mozambique | 0-3 | 0–4       | Amistoso    |

## Clubes
| Club                      | País     | Año       | Partidos | Goles |
| ------------------------- | -------- | --------- | -------- | ----- |
| Racing París              | Francia  | 2005-2006 | 5        | 0     |
| C. S. Sedan Ardennes      | Francia  | 2007-2008 | 6        | 1     |
| L'Entente SSG             | Francia  | 2008-2009 | 8        | 0     |
| Olympique Noisy-le-Sec    | Francia  | 2009      | 19       | 4     |
| A. S. Nancy-Lorraine "II" | Francia  | 2009-2011 | 59       | 16    |
| A. S. Nancy-Lorraine      | Francia  | 2009-2011 | 9        | 0     |
| PSFC Chernomorets Burgas  | Bulgaria | 2012      | 15       | 10    |
| Sivasspor                 | Turquía  | 2012-2016 | 202      | 57    |
| Fenerbahçe S. K.          | Turquía  | 2016-2019 | 69       | 14    |
| Rizespor (cedido)         | Turquía  | 2019      | 12       | 3     |
| Antalyaspor               | Turquía  | 2019-2020 | 17       | 1     |
| Fatih Karagümrük S. K.    | Turquía  | 2020-2021 | 16       | 0     |
| BB Erzurumspor            | Turquía  | 2021      | 15       | 4     |
| Ankaragücü                | Turquía  | 2021-2022 | 29       | 2     |

## Palmarés

### Distinciones individuales
| Distinción                                 | Año  |
| ------------------------------------------ | ---- |
| Máximo goleador de la Superliga de Turquía | 2014 |